# Augustin Guilbert-Estevez
Augustin Guilbert-Estevez, né le 22 octobre 1795 à La Bassée (Flandre française) et décédé le 14 janvier 1866 à Orchies (Nord) est un homme politique français.

## Biographie

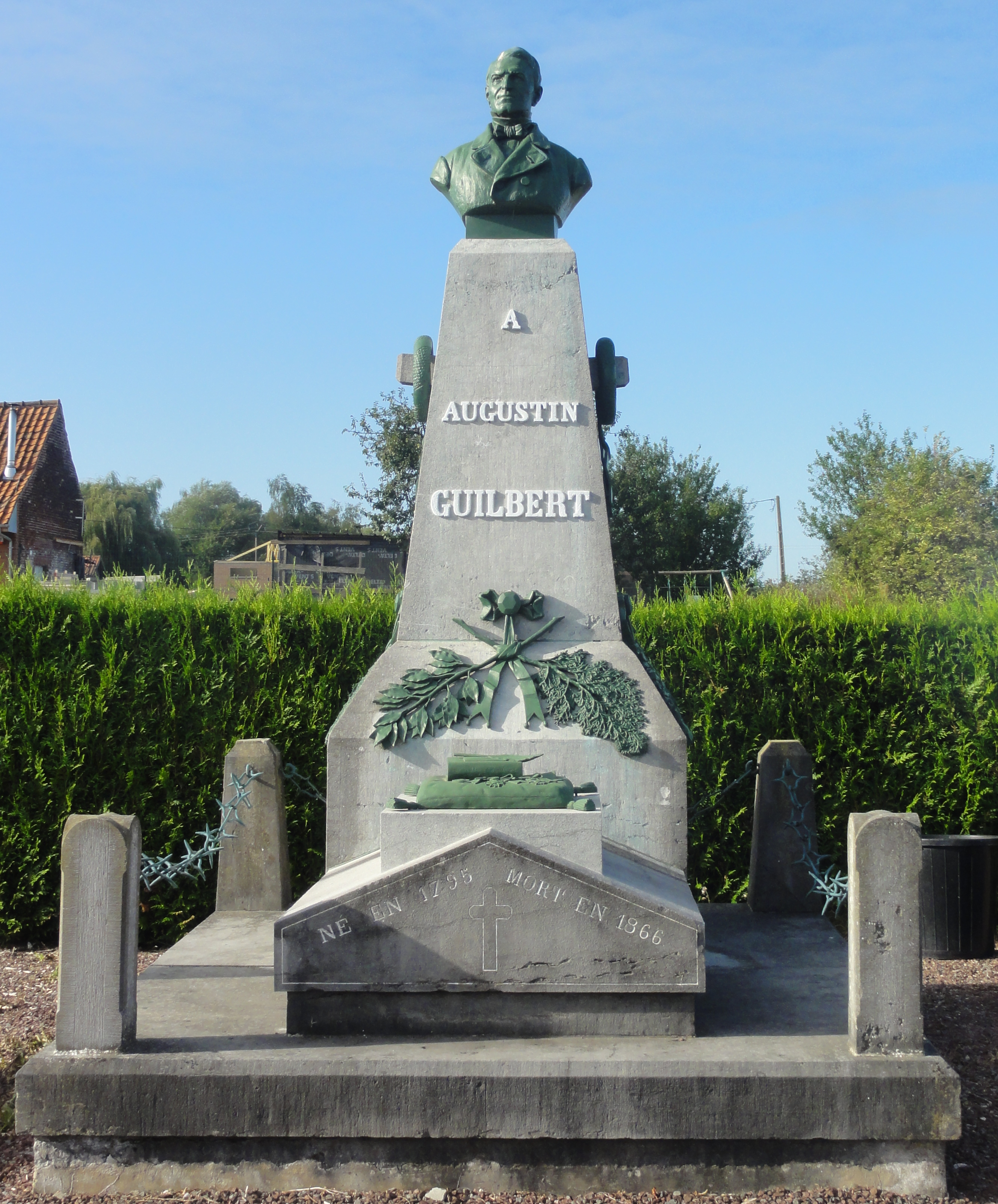
Monument funéraire d'Augustin Guilbert-Estevez au cimetière municipal d'Orchies.

Avocat de formation sur Arras, il s'installe à Orchies après avoir épousé le 30 novembre 1820, Mlle Angélique Estevez, fille de Guillaume Henri Joseph Estevez, notaire royal et maire d'Orchies.
Commandant de la garde nationale d'Orchies en 1830, il est juge de paix en 1830, conseiller de préfecture en 1844. Il est Député du 5e collège électoral du Nord  de 1847 à 1848, siégeant dans la majorité soutenant la monarchie de Juillet. Il est conseiller général du Nord en 1848 et maire d'Orchies à partir du 21 juin 1852 jusqu'au 1er juillet 1864.

## Distinctions
- Chevalier de la Légion d'honneur par décret du 9 août 1833[6].

## Hommage
Le 28 avril 1867, est inauguré un monument funéraire élevé en sa mémoire, qui se trouve de nos jours dans le cimetière municipal d'Orchies. 

## Sources
- « Augustin Guilbert-Estevez », dans Adolphe Robert et Gaston Cougny, Dictionnaire des parlementaires français, Edgar Bourloton, 1889-1891 [détail de l’édition]